# Persone di nome Samantha
| Questa pagina contiene informazioni ricavate automaticamente dalle voci biografiche con l'ausilio del template Bio e di un bot. L'aggiornamento è periodico e automatico e ricostruisce completamente la pagina. Se manca una persona in questa lista, sei pregato di non aggiungerla, ma accertati piuttosto che la sua voce biografica contenga il template Bio e che i dati anagrafici siano correttamente compilati. Se il template Bio manca, inseriscilo tu stesso o, in alternativa, metti l'avviso {{tmp\|Bio}} che ne segnala la mancanza. Se i dati riportati sono sbagliati, correggi direttamente la voce biografica; le modifiche saranno visibili in questa lista entro pochi giorni. Per chiarimenti vedi il progetto antroponimi. La lista contiene solo le 95 persone che sono citate nell'enciclopedia e per le quali è stato implementato correttamente il template Bio. Pagina aggiornata al 22 lug 2025. |

Questa è una lista di persone presenti nell'enciclopedia che hanno il nome Samantha, suddivise per attività principale.

## Allenatrici di calcio(1)
- Samantha Ceroni, allenatrice di calcio e ex calciatrice italiana (Ponte San Pietro, n. 1973)

## Alpiniste(1)
- Samantha Larson, alpinista statunitense (Long Beach, n. 1988)

## Astronaute(1)
- Samantha Cristoforetti, astronauta e aviatrice italiana (Milano, n. 1977)

## Atlete paralimpiche(1)
- Sammi Kinghorn, atleta paralimpica britannica (n. 1996)

## Attiviste(1)
- Samantha Smith, attivista e attrice statunitense (Houlton, n. 1972 - Auburn, † 1985)

## Attrici(23)
- Samantha Barks, attrice e cantante mannese (Laxey, n. 1990)
- Samantha Bond, attrice britannica (Londra, n. 1961)
- Samantha Michela Capitoni, attrice italiana (Castellaneta, n. 1990)
- Samantha Castillo, attrice venezuelana (Caracas, n. 1980)
- Samantha Colley, attrice britannica (Kent, n. 1989)
- Samantha Ferris, attrice canadese (Columbia Britannica, n. 1968)
- Sami Gayle, attrice statunitense (Weston, n. 1996)
- Sammi Hanratty, attrice statunitense (Scottsdale, n. 1995)
- Samantha Isler, attrice statunitense (Tulsa, n. 1998)
- Samantha Logan, attrice statunitense (Boston, n. 1996)
- Samantha Mathis, attrice statunitense (New York, n. 1970)
- Samantha Morton, attrice britannica (Nottingham, n. 1977)
- Samantha Munro, attrice canadese (Oshawa, n. 1990)
- Samantha Ruth Prabhu, attrice indiana (Madras, n. 1987)
- Samantha Quan, attrice e produttrice cinematografica canadese (Vancouver, n. 1975)
- Samantha Robinson, attrice statunitense (New York, n. 1991)
- Samantha Schmütz, attrice, umorista e imitatrice brasiliana (Niterói, n. 1979)
- Samantha Sloyan, attrice statunitense (Los Angeles, n. 1979)
- Samantha Smith, attrice statunitense (California, n. 1969)
- Samantha Spiro, attrice e cantante britannica (Mill Hill, n. 1968)
- Samantha Marie Ware, attrice e cantante statunitense (Lincoln, n. 1991)
- Samantha Win, attrice e artista marziale canadese (Barrie, n. 1991)
- Samantha Womack, attrice britannica (Brighton, n. 1972)

## Attrici pornografiche(3)
- Samantha Fox, attrice pornografica statunitense (New York, n. 1950 - New York, † 2020)
- Samantha Saint, ex attrice pornografica e modella statunitense (Memphis, n. 1987)
- Samantha Strong, ex attrice pornografica statunitense (Seattle, n. 1967)

## Batteriste(1)
- Samantha Maloney, batterista e compositrice statunitense (New York, n. 1975)

## Calciatrici(5)
- Samantha Fisher, calciatrice statunitense (Simi Valley, n. 1999)
- Samantha Kerr, calciatrice australiana (East Fremantle, n. 1993)
- Samantha Kerr, calciatrice scozzese (Falkirk, n. 1999)
- Samantha Mewis, ex calciatrice statunitense (Weymouth, n. 1992)
- Samantha Zandomenichi, calciatrice italiana (n. 1993)

## Cantanti(5)
- Sam Bailey, cantante britannica (Leicester, n. 1977)
- Samantha Fox, cantante, attrice e ex modella britannica (Londra, n. 1966)
- Samantha Jade, cantante e attrice australiana (Perth, n. 1987)
- Samantha Jones, cantante britannica (Liverpool, n. 1943)
- Samantha Mumba, cantante, attrice e modella irlandese (Dublino, n. 1983)

## Cantautrici(2)
- Sam Brown, cantautrice britannica (Stratford, n. 1964)
- Samantha Ronson, cantautrice e disc-jockey britannica (Londra, n. 1977)

## Cestiste(9)
- Samantha Gori, ex cestista italiana (Aosta, n. 1968)
- Sami Hill, cestista canadese (Brooklyn, n. 1994)
- Samantha Logic, cestista statunitense (Racine, n. 1992)
- Samantha Ostarello, cestista statunitense (Pozzuoli, n. 1991)
- Samantha Prahalis, ex cestista statunitense (Commack, n. 1990)
- Samantha Richards, ex cestista australiana (Melbourne, n. 1983)
- Sam Thomas, cestista statunitense (Las Vegas, n. 1999)
- Samantha Thornton, ex cestista australiana (Melbourne, n. 1966)
- Sami Whitcomb, cestista statunitense (Ventura, n. 1988)

## Conduttrici televisive(3)
- Samantha Bee, conduttrice televisiva, comica e attrice canadese (Toronto, n. 1969)
- Samantha Harris, conduttrice televisiva statunitense (Hopkins, n. 1973)
- Samantha de Grenet, conduttrice televisiva, showgirl e ex modella italiana (Roma, n. 1970)

## Diplomatiche(1)
- Samantha Power, diplomatica e giornalista statunitense (Dublino, n. 1970)

## Fotografe(1)
- Sam Taylor-Johnson, fotografa e regista britannica (Londra, n. 1967)

## Ginnaste(2)
- Samantha Ferrari, ex ginnasta italiana (Muggiò, n. 1973)
- Samantha Peszek, ginnasta statunitense (Indianapolis, n. 1991)

## Hockeiste su ghiaccio(2)
- Samantha Gius, hockeista su ghiaccio italiana (Bolzano, n. 1994)
- Sami Jo Small, hockeista su ghiaccio canadese (Winnipeg, n. 1978)

## Imprenditrici(2)
- Samantha Cameron, imprenditrice britannica (Paddington, n. 1971)
- Sam Mostyn, imprenditrice, attivista e politica australiana (Canberra, n. 1965)

## Lottatrici(1)
- Samantha Stewart, lottatrice canadese (London, n. 1989)

## Modelle(1)
- Samantha Potter, modella statunitense (Woodland Hills, n. 1990)

## Nuotatrici(4)
- Samantha Arsenault, nuotatrice statunitense (Peabody, n. 1981)
- Samantha Arévalo, nuotatrice ecuadoriana (Cuenca, n. 1994)
- Samantha Paxinos, ex nuotatrice botswana (n. 1988)
- Samantha Riley, ex nuotatrice australiana (Brisbane, n. 1972)

## Pallanuotiste(1)
- Samantha Hill, ex pallanuotista statunitense (Honolulu, n. 1992)

## Pallavoliste(4)
- Samantha Bricio, pallavolista messicana (Guadalajara, n. 1994)
- Samantha Cash, pallavolista statunitense (Oklahoma City, n. 1993)
- Samantha Drechsel, pallavolista statunitense (n. 1999)
- Samantha Middleborn, pallavolista statunitense (Rialto, n. 1990)

## Pentatlete(1)
- Samantha Murray, pentatleta britannica (Preston, n. 1989)

## Registe(2)
- Samantha Casella, regista, attrice e sceneggiatrice italiana (Faenza, n. 1981)
- Samantha Lang, regista e sceneggiatrice australiana (Londra, n. 1967)

## Saltatrici con gli sci(1)
- Samantha Macuga, saltatrice con gli sci statunitense (n. 2001)

## Schermitrici(1)
- Samantha Catantan, schermitrice filippina (Quezon City, n. 2002)

## Scrittrici(2)
- Samantha Harvey, scrittrice britannica (Kent, n. 1975)
- Samantha Weinberg, scrittrice, politica e giornalista inglese

## Tenniste(5)
- Samantha Crawford, tennista statunitense (Atlanta, n. 1995)
- Samantha Murray, tennista britannica (Stockport, n. 1987)
- Samantha Reeves, ex tennista statunitense (Redwood City, n. 1979)
- Samantha Smith, ex tennista britannica (Epping, n. 1971)
- Samantha Stosur, ex tennista australiana (Brisbane, n. 1984)

## Terroriste(1)
- Samantha Lewthwaite, terrorista britannica (Banbridge, n. 1983)

## Triatlete(1)
- Samantha Warriner, triatleta neozelandese (Alton, n. 1971)

## Tuffatrici(2)
- Samantha Bromberg, tuffatrice statunitense (Bexley, n. 1995)
- Samantha Mills, tuffatrice australiana (Port Noarlunga, n. 1992)

## Velociste(2)
- Samantha Dirks, velocista beliziana (n. 1992)
- Samantha Henry-Robinson, velocista giamaicana (Kingston, n. 1988)

## Wrestler(2)
- Indi Hartwell, wrestler australiana (Melbourne, n. 1996)
- Nina Samuels, wrestler inglese (Londra, n. 1980)